# Acacia brasiliensis
Acacia brasiliensis é uma espécie de leguminosa do gênero Acacia, pertencente à família Fabaceae.